# Dichlorodihydrofluorescéine
La dichlorodihydrofluorescéine est un composé organique de formule C24H16Cl2O7 et sert de marqueur fluorescent dans la quantification des dérivés réactifs de l'oxygène principalement en cytométrie en flux.